# Piáleia
Piáleia är en ort i Grekland.   Den ligger i prefekturen Trikala och regionen Thessalien, i den centrala delen av landet, 250 km nordväst om huvudstaden Aten. Piáleia ligger 258 meter över havet och antalet invånare är 910.
Terrängen runt Piáleia är varierad. Runt Piáleia är det ganska glesbefolkat, med 47 invånare per kvadratkilometer. Närmaste större samhälle är Trikala, 15,8 km öster om Piáleia. Trakten runt Piáleia består till största delen av jordbruksmark.